# Hirogawa
Hirogawa (広川町, Hirogawa-chō) est un bourg du district d'Arida, dans la préfecture de Wakayama, sur l'île de Honshū, au Japon.

## Géographie

### Démographie
Au 1er décembre 2014, la population de Hirogawa s'élevait à 7 427 habitants répartis sur une superficie de 65,31 km2.